# George Hay, 5. Earl of Kinnoull
George Hay, 5. Earl of Kinnoull (* nach 1665; † 1687 in Ungarn), war ein schottischer Adliger und Militär.

## Leben
Er entstammte einer Nebenlinie des Clan Hay und war der ältere von zwei Söhnen des William Hay, 4. Earl of Kinnoull († 1644), aus dessen zweiter Ehe mit Lady Catherine Cecil († 1683), Tochter des Charles Cecil, Viscount Cranborne. Sein Geburtsjahr ist nicht gesichert, aber die erste Gattin seines Vaters, Lady Mary Brudenell, starb 1665.
Er war noch minderjährig, als er beim Tod seines Vaters im März 1677 dessen Adelstitel als 5. Earl of Kinnoull, 5. Viscount (of) Dupplin und 5. Lord Hay of Kinfauns erbte.
Anlässlich des Großen Türkenkrieges (1683–1699) meldete er sich freiwillig zur Kaiserlichen Armee und starb im Verlauf des Krieges 1867 in Ungarn.
Da er unverheiratet und kinderlos blieb, fielen alle seine Adelstitel und Besitzungen an seinen Bruder William Hay als 6. Earl of Kinnoull.